# پوییماندرس
بیوماندریس (به انگلیسی: Boimandris) یک فصل از متون هرمس است که به زبان یونانی نوشته شده‌است. در این کتاب عبارت مصری Peime-nte-rê معادل "دانش دوباره" یا " درک دوباره ". گرفته شده‌است. نوشته‌های هرمسی شامل رساله‌ها و مباحثاتی هستند که عمدتاً جنبه گنوسی دارند.
یکی از معروف‌ترین این رساله‌ها، پوییماندرس (به انگلیسی: Poimandres) (نگهبان آدمیان – قدرت مطلق – اقتدار کلی – عقل کل) نام دارد. نوشتن این رساله طی مکاشفه‌ای به واسطه «قدرت مطلق» میسر شده‌است.
در این رساله آمده‌است، ادراک انسان سطوح مختلفی از جهان مادی و تا ملکوتی دارد.
در رساله هرمسی (پویی ماندرس) آمده‌است که انسان از آغاز در عالم روشنی بود، آرام و شادی‌بخش، سپس هبوط از جهان روشن و کلام مقدس لوگوس (Logos) در طبیعت.
منظور از روشنی، همان خدای مطلق است.
خدای مطلق یا عقل کل، آفریننده است؛ و معرفت به واسطه اوست که بر آدمیان کشف می‌گردد.
پس، انسان «به یاری تعقل می‌تواند دریابد که به جهانِ بی مرگی تعلق دارد و علت میرندگی او، تمرکز به طبیعت و جهان ماده است، هر آن کس که این آگاهی را دریابد، به سعادت می‌رسد.»